# Mariampol (Ukraina)
Mariampol (ukr. Маріямпіль, Marijampil) – wieś (dawniej miasto) na Ukrainie, w obwodzie iwanofrankiwskim, w rejonie iwanofrankiwskim, w gminie Dubowce (ukr. Дубівці), nad Dniestrem.

## Położenie
Mariampol leży na lewym brzegu rzeki Dniestr, 14 km na południowy wschód od Halicza oraz 15 km na północny wschód od Stanisławowa.

## Klimat i przyroda
W okolicach Mariampola występuje klimat kontynentalny.
Rzeka: Dniestr oraz potok Woronica – lewy dopływ Dniestru.

## Etymologia nazwy Mariampola
W przeciwieństwie do większości miast, toponim „Marijampol” ma dobrze zdefiniowaną etymologię. Nazwa wywodzi się od chrześcijańskiego imienia Maryja. Na podstawie legendy ludowej, w czasie ataków tatarskich, polski wojewoda, Jan Kajetan Jabłonowski uciekał na koniu przed Tatarami. Podczas przekraczania Dniestru wpław koń nie mógł wskoczyć na brzeg. Zrozpaczony wizją pojmania przed Tatarów Jan Kajetan Jabłonowski krzyknął: „Jezus Maryja”, wówczas koń pokonał brzeg i pogalopował na suchy ląd. Dziękując Bogu, Kajetan założył na brzegu rzeki miasto Jezupol (wcześniej osada nosiła pogańską nazwę Czeszybiesy) na cześć Jezusa Chrystusa oraz Marijampol na cześć Maryi, Matki Bożej.
Większość badaczy uważa, że osada została nazwana przez hetmana Rzeczypospolitej Stanisława Jana Jabłonowskiego. Polski badacz W. Urban odnalazł w dokumentach parafii Marijampol, że w 1691 miasto Božyj Vydok zostało przemianowane na Marijampol przez Stanisława Jabłonowskiego. Nazwa ta została wybrana, ponieważ hetman Stanisław Jabłonowski przywiózł do miasta cudowną ikonę „Matki Bożej Królowej”, która podążała za nim we wszystkich jego kampaniach wojskowych, a zwłaszcza kampanii obronnej Wiednia w 1683 r. Około 1694 sąsiednie miasto zostało nazwane na cześć Jezusa „Jezupol”.
7 czerwca 1946, po włączeniu wschodnich ziem Rzeczypospolitej Polskiej do Związku Socjalistycznych Republik Radzieckich, Мариямполь został przemianowany na Маринополь.
5 lutego 2003, po przeprowadzeniu wśród mieszkańców referendum, administracja miasta postanowiła powrócić do historycznej nazwy Mariampol (ukr. Маріямпіль, Marijampil). W lutym 2004 decyzja została zatwierdzona przez Radę Najwyższą Ukrainy.
Nazwa Mariampola na przestrzeni wieków przybierała różne wersje, m.in. Marinopol’, Marijampol (od 1691) Mariyampol’, Maryampol, Marjampol, Marynopil, ros. Маринополь (od 1946), ukr. Маріямпіль (od 2004).

## Historia

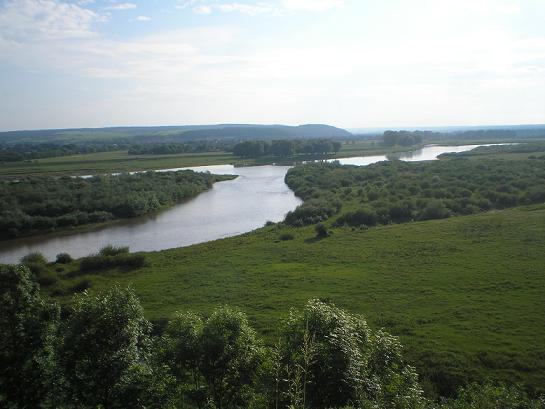
Dniestr w okolicach Mariampola

### Okres starożytny
Osadnictwo na terenie współczesnego Mariampola sięga czasów starożytnych. Korzystne położenie przyrodnicze i geograficzne tego obszaru na żyznych ziemiach lewego brzegu Dniestru przyciągało tu ludzi od czasów starożytnych.
Podczas pierwszych badań archeologicznych Stanisława Krzyżanowskiego przeprowadzonych w 1869 r. znaleziono zabytki przedhistoryczne krzemienne topory i wyroby z serpentyn i jadeitu. W XX w. Karpacka Ekspedycja Archeologiczna odkryła pięć osad od paleolitu (stara epoka kamienia) do średniowiecza. W najstarszej znalezionej osadzie położonej po stronie wschodniej nad potokiem Woronica znaleziono narzędzia krzemienne przypominające skrobaki z tzw. ery Mustiera (150–35 tys. lat p.n.e.); najmłodsza osada położona jest na terenie zamku, której został przypisany okresowi staroruski (XII-XIII wiek).

### Średniowiecze
Pierwsze zabudowania (na zakolu rzeki Dniestr) dobrze ufortyfikowanego miasta Chortopol sięgają XII w. Na podstawie opowieści folklorystycznych zamek został zbudowany przez króla albo Daniela Halickiego lub jednego z jego synów. Po śmierci ostatniego księcia halickiego Bolesława Jerzego II w 1340 r. król polski Kazimierz III Wielki najechał Ruś Halicką i zdobył ją w 1349 r. Niestety, do czasów współczesnych zachowało się bardzo niewiele źródeł historycznych dotyczących tych czasów. Chortopol istniał do XV w., gdy został zniszczony podczas jednego z najazdów tatarskich. Po raz pierwszy w źródłach pisanych o osadzie wspomniano w 1378 r.
Historia Mariampola nierozerwalnie łączy się z losami Wołczkowa. Pół mili (500–900 m) od tego miejsca wzdłuż Dniestru, w pobliżu obozu tatarskiego, w XV wieku, powstało miasto Wołczków. Pierwszą historyczną wzmiankę o tej osadzie można znaleźć w 1404 r., kiedy właściciel Wołczkowa Dobeslav z Delijiv (Delejów) musiał wysłać siedem swoich poddanych do sądu w Haliczu. W XVI w. Wołczków przeżywał okres rozrostu.

### I Rzeczpospolita
W okresie 1569–1795 Wołczków był częścią powiatu halickiego w województwie ruskim. W 1594 r. Wołczków wraz z sąsiednim miastem Czeszybiesy (późniejszy Jezupol) został spalony przez Tatarów. Począwszy od 1630 r. osada należała do książęcej (szlacheckiej) rodziny Teodora Andrzeja Belzeckiego. W tamtym okresie w Wołczkowie został zbudowany drewniany zamek zwany Boży Widok („niebiański widok”). Druga połowa XVII wieku była niezwykle trudna dla tej części Europy: kampanie wojskowe, najazdy tatarskie, epidemie, pożary i zamieszki społeczne. W 1655 r. ponownie najechany został sąsiednie Czeszybiesy, zniszczone jego bramy i zagrabione skarby szlachty. W ciągu dwóch kolejnych lat najazdy kozackie niszczyły Czeszybiesy i Boży Widok w Wołczkowie. 

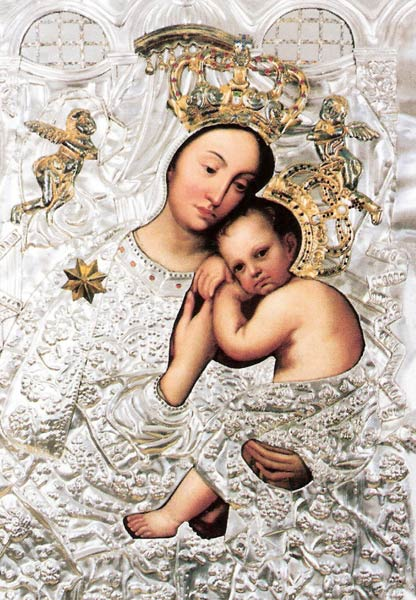
Matka Boża Zwycięska (XVII w.)

W 1670 r. król Polski Jan III Sobieski nadał osadzie prawa magdeburskie (Locatio civitatis Maryampolensis). Najgorsze przyszło w 1676 r., gdy wojska osmańskie z ich krymskotatarskimi sojusznikami doszczętnie spaliły miasto wraz z zamkiem. W 1691 r. król Polski Jan III Sobieski wydał zrujnowane miasto Wołczków krakowianinowi, kasztelanowi, hetmanowi Stanisławowi Janowi Jabłonowskiemu z przywilejem budowy fortu w tym miejscu. Dzięki staraniom Jabłonowskiego miasto zyskało nazwę Mariampol. Na ruinach pogańskiego miasta Chortopol (Czartopol, Czortopol) zbudowano chrześcijańskie miasto Mariampol. 
Zamek w stylu palazzo in fortezza w Mariampolu powstał na wzgórzu w zakolu rzeki, miał cztery wysokie wieże oraz dwa wejścia do zamku poprzez mosty zwodzone. Ściany fortu były wysokie na 10 stóp i grube na 15. Południowo-wschodnie i południowe fragmenty fortu były chronione przez dużą, głęboką fosę. Podziemne przejście prowadzi stąd do dawnego klasztoru kapucynów. U stóp wzgórza utworzono kwadratowy rynek. Pierwszymi mieszkańcami byli mieszkańcy z dawnego zamku Boży Widok. W kaplicy zamku Jabłonowski umieścił, otoczony kultem, wizerunek Matki Bożej zwanej Hetmańską lub Zwycięską, odziedziczony po swoim dziadku Jakubie Potockim. Stanisław Jan Jabłonowski zabierał obraz na wyprawy wojenne i modlił się przed nim wraz ze swoim wojskiem; stąd pochodzą inne określenia obrazu: Hetmański lub Rycerski. Miano Matki Bożej Zwycięskiej zyskał po udanej wyprawie pod Wiedeń, a w 1737 r. komisja kościelna zaliczyła go do cudownych wizerunków maryjnych.

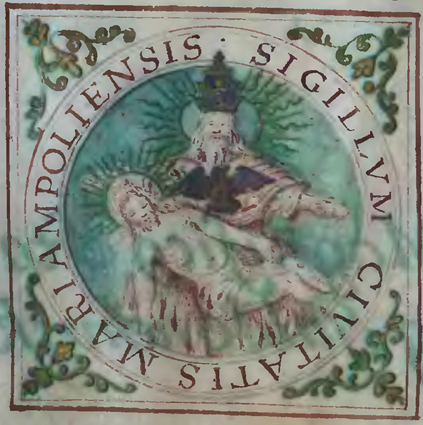
pieczęć miasta Mariampol

Dynastia Jabłonowskich zarządzała Mariampolem prawie 190 lat, dbając o jego rozwój. Po śmierci Stanisława Jana Jabłonowskiego w 1702, jego syn Jan Stanisław Jabłonowski, wojewoda ruski, uczony i pisarz odziedziczył miasto. Dzięki jego fundacji z 1703 powstał rzymskokatolicki drewniany kościół pod wezwaniem Świętej Trójcy, w którym umieszczono obraz Matki Bożej Zwycięskiej. Od 1721 Mariampol stał się znanym i często odwiedzanym Sanktuarium Maryjnym, ośrodkiem pielgrzymowania wiernych. W 1726 Jabłonowski przeniósł siedzibę parafii katolickiej z Dalejowa do Mariampola i należycie ją uposażył. Mówi o tym dekret arcybiskupa lwowskiego Jana Skarbka z 10.IV.1736 
Około 1703 r. Mariampol otrzymał swój własny herb, który był używany jako pieczęć miasta. Początkowo herb składał się z Lamentu Maryi nad ukrzyżowanym ciałem Chrystusa; później herbem była ikona Matki Bożej z Chrystusem. Pole herbu było niebieskie ze złotymi figurkami. Później dodano gałązkę dynastii Jabłonowskiego jako oddzielny mały herb. Księgi Metrykalne z tego okresu świadczą o tym, że Branówka (Branowka) leżąca po drugiej stronie Dniestru stanowiła część parafii rzymsko-katolickiej Mariampol. 
W latach 1736–1741 Jan Kajetan Jabłonowski (wnuk Stanisława Jana Jabłonowskiego) odłożył pieniądze na budowę kamiennego barokowego kościoła Trójcy Świętej przy rynku i wystarał się o stałą obsługę kapłańską. Kościół zbudowany został po prawej stronie drogi w kierunku Góry Zamkowej, obok szkoły na terenie obecnego boiska szkolnego. We wnętrzu kościoła uderzały historyczne malowidła: na sklepieniu: „Obrona Częstochowy” z 1655 r., na ścianie po lewej stronie: „Napad Tatarów na Mariampol”, po prawej stronie: „Uroczysta procesja Eucharystyczna”, według zdania starszych osób – z racji zwycięstwa pod Wiedniem w 1683.
W 1742 r. rozpoczął budowę klasztoru kapucynów wraz z (rzymskokatolickim) kościołem p.w. św. Antoniego Padewskiego, najpierw z drewna, a później z kamienia (ukończone w 1757 r.). W 1753 r. obok klasztoru wybudowano jeden z wielu ośrodków kształcenia wyższego na ziemiach polskich. Początkowo składał się wyłącznie z kolegium klasycznych badań, ale później dołączono retorykę.
W 1746 r. pod patronatem Teresy z Wielhorskich, pierwszej żony Jana Kajetna Jabłonowskiego, powstał szpital dla ubogich i szkoła dla sierot szlacheckich. W późniejszym okresie funkcjonował jako zakład dla sierot i chorych. Teresa z Wielhorskich Jabłonowska zmarła w 1749 w Mariampolu.
W 1765 w mieście Mariampol odnotowano 188 osób wyznania żydowskiego prowadzonych przez rabina Mortko Jonesowicza.

### Królestwo Galicji i Lodomerii
W pierwszym roku po I rozbiorze Polski podział administracyjny był kontynuacją podziału na województwa i powiaty z okresu  I Rzeczypospolitej. Po zmianach w poł. 1773 i 1775 Maryampol znajdował się na terenie cyrkułu halickiego i dystruktu halickiego. W 1782 zrezygnowano z dwustopniowego podziału administracyjnego, ustanawiając jedynie 19 cyrkułów, w tym cyrkuł z siedzibą w Maryampolu.  

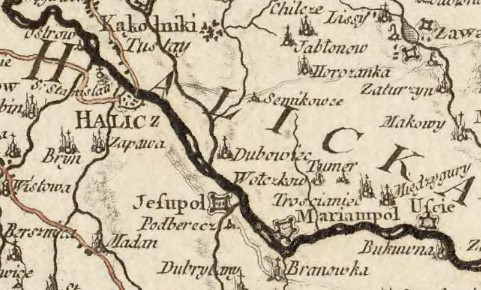
Wołczkow i Mariampol (1772)

Od tego czasu Maryampol z czasem staje się lokalnym ośrodkiem administracyjnym. Przez następne 150 lat w miejscowym zamku stacjonował garnizon wojskowy. Miasto nadal rozszerzało się pod względem obszaru zabudowy i liczby ludności. Niestety, po śmierci Jana Kajetana Jabłonowskiego, zgodnie z dekretem króla austriackiego o zamknięciu małych zakładów monastycznych, zgromadzenie kapucynów w r. 1783 zostało zlikwidowane. Rząd austriacki przekazał klasztor z kościołem Zgromadzeniu Sióstr Miłosierdzia (szarytki). 

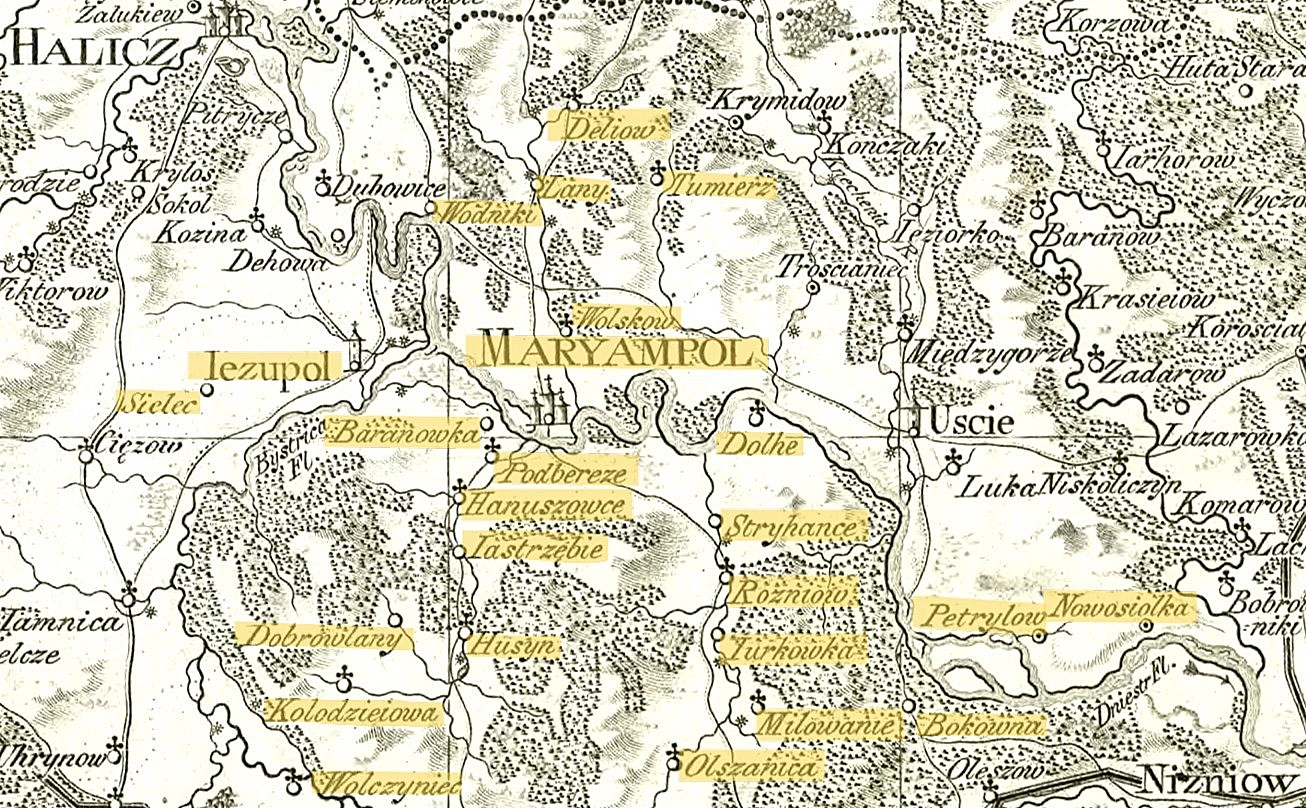
klucz mariampolski 1824

Mariampol należał do dziedzicznych dóbr księżnej Anny Pauliny z Sapiehów Jabłonowskiej. W opisaniach urbarialnych z 1789 miasto Mariampol ujmowane było łącznie z wsią Branówka (Branówka po drugiej stronie Dniestru), gdyż stanowiły jedną gminę katastralną. Łączna powierzchnia całej gminy wynosiła 2886 mórg 63 sążnie (Mariampol – 2603 morgi 539 2/6 sążnia, Branówka – 282 morgi 1123 4/6 sążnia). w tym okresie wójtem miasta był Fedor Turkiewicz, a wójtem przedmieścia był Szymon Sarna. 

Pod koniec XVIII wieku funkcjonowały dwie świątynie: katolicki kościół p.w. Podwyższenia Krzyża Świętego w centrum miasta i greckokatolicki kościół pod wezwaniem św. Mikołaja. Pierwsze wzmianki o tych kościołach w Mariampolu można odnaleźć w dokumencie założycielskim kapucynów z 1742, w którym zapisano, że klasztor ma być zbudowany obok kościoła „ruskiego” (św. Mikołaja). W 1790 r. kościół pod wezwaniem Podwyższenia Krzyża Świętego znajdował się w stanie poważnego zaniedbania. Po zachodniej stronie drogi do Łanów w 1790 r. otworzony został cmentarz (zmarłych chowano dotychczas przy kościele Podwyższenia Krzyża Świętego). W 1793 cerkiew św. Mikołaja niestety spłonęła, w związku z brakiem religijnego miejsca mieszkańcy złożyli petycję do austriackiego króla, aby umożliwić im zbudowanie nowego kościoła. Władze nie wyraziły zgody i wskazały mieszkańcom przyklasztorny kościół p.w. św. Antoniego Padewskiego do wspólnego użytkowania. 130-letnie wspólne korzystanie z tej świątyni przez rzymskich katolików i grekokatolików było źródłem wielu niezgodności, a nawet orzeczeń prawnych obu sądów w Haliczu i Lwowie. Do tych problemów religijnych został wciągnięty nawet cesarz. Władze starały się nie faworyzować żadnej ze stron. Wspólne użytkowanie kościoła trwało do 1926.

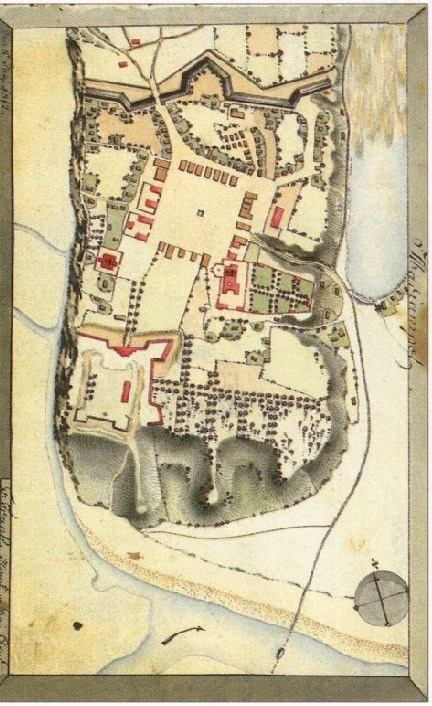
Plan Mariampola (1812 r.)

Mariampol odegrał ważną rolę w wojnach napoleońskich. W 1809 w miejscowej twierdzy zgromadzono 4000 zdecydowanie pro-napoleońskich polskich partyzantów pod dowództwem Piotra Strzyżewskiego. Wobec nich 8000 zdecydowanie pro-austriackich wojsk, składających się z korpusu pod dowództwem generałów Merfelda, Keslera i Edermana, nie mogło przełamać obrony twierdzy. Wezwano austriacką artylerię i w końcu udało się naruszyć twierdzę. W tym samym czasie do generałów dotarła wiadomość, że Napoleon Bonaparte i Franciszek II zgodzili się na traktat pokojowy. Tak więc polska armia opuściła twierdzę. Aby uniknąć podobnego wydarzenia w przyszłości rząd austriacki w 1817 r. postanowił, że mury twierdzy mają zostać rozebrane. W latach dwudziestych XIX w. rodzina Jabłonowskich korzystała z dużej ilości materiałów budowlanych z ruin twierdzy, wykorzystywanych do budowy pałacu w Mariampolu.
Europejska Wiosna Ludów w 1849 r. wywarła wpływ na życie mieszkańców Mariampola.  W 1850 przywrócono dwustopniowy podział administracyjny na cyrkuły (stanisławowski) i powiaty (halicki), 1867 utworzono 74 powiaty w tym powiat stanisławowski, który zawierał gminę Mariampol.
Duże znaczenie dla życia społeczno-politycznego miała rodzina Zaklynskij. Jednym z najznakomitszych członków była Hnata Onufriyovych Zaklynska (1818-1866), członkini greckokatolickiej parafii Mariampola pod koniec lat czterdziestych. Wraz z mężem, Josephem Katherine, zorganizowali w mieście czytelnię, chór i grupę dramaturgiczną. Innym wybitnym członkiem lokalnej społeczności był ojciec Wasyl Motiuk (1853-1934), duchowny greckokatolicki. Przez 50 lat od 1884 r. prowadził zespół chóralny, który był znany poza granicami miasta. Motiuk był inicjatorem powołania wielu organizacji społecznych, zwłaszcza klubu czytającego „Prosvita” (oświecenie) w 1899 r. W oparciu o plan wydany przez inżyniera Wołodymyra Sichińskiego, członkowie klubu spotykali się w jednym z budynków, który stał się miejscem spotkań grupy dramatycznej i chóru, znajdował się tam również sklep i związek kredytowy.
W XIX w. miasto intensywnie się rozwijało, było centrum rzemieślnictwa, głównie obróbki drewna i kamienia (w okolicy występował krzemień i alabaster). Największym sklepem z artykułami ręcznymi był sklep z gontami, który stał się znany w Cesarstwie Austriackim i na świecie. Gont był prezentowany podczas Międzynarodowej Wystawy w Wiedniu w 1844 r. W celu dalszego rozwoju handlu do Mariampola Jabłonowski zaprosił kupców żydowskich i wybudował rynek (bazar), gdzie systematycznie odbywały się jarmarki (4 razy w roku) i targi co wtorek. Rynek miasta zajmuje powierzchnię ok. 10 000 metrów kwadratowych i jest o dwieście „kwadratów” większy niż w Stanisławowie (podobne obszary wyznaczono w ilości jednego metra kwadratowego na czterech mieszkańców).
W 1857 r. miasto zostało osiedlone również przez wyznawców sekty chasydzkiej, prowadzonych przez rabina Elisara Gorovuča ben Meshulam Isaac Ga Levi. Społeczność żydowska doświadczyła ogromnego wzrostu liczby. W 1900 r. funkcjonowała izraelska gmina wyznaniowa, szkoła języka i religii hebrajskiej oraz osobny cmentarz żydowski. Niedaleko rynku była synagoga, widoczna jeszcze na mapie z 1959 r., obecnie nie istniejąca. W Mariampolu prowadzono metryki izraelickie dla miejscowości: Delejów, Dubowce z Dechową, Jeziorko, Kończaki nowe, Kończaki stare, Krymidów, Łany, Maryampol, Maryampol przedmieście, Międzyhorce, Tumierz, Wodniki, Wołczków.
Od ok. 1870 poczmistrz Antoni Aleksiewicz prowadził urząd pocztowy pod adresem „Mariampol 15", Ignacy Spirydowicz prowadził w Mariampolu szkołę parafialną, a potem szkołę trywialną. W 1893 r. gmina otrzymała zasiłek na rozpoczęcie budowy trzypiętrowej szkoły powszechnej VI-klasowej. W 1896 w szkole z klasami mieszanymi pracowali: Ignacy Spirydowicz, Józef Czerniawski, Julia Spirydowicz, Klementyna Hryniszak, Zygmunt Ryżewski. 
W 1878 w Mariampolu utworzona została Kasa Zaliczkowa - stowarzyszenie zarejestrowane z nieograniczoną poręką, w 1892 Bank dla handlu i przemysłu - z ograniczoną poręką, a w 1895 Kasa Pożyczkowa na przedmieściu, (system Raiffeisena) spółka z ograniczoną poręką, której prezesem był Marcin Tomczak.
W 1880 obszar dworski w otrzymał prawo do poboru myta od przewozu na Dniestrze. W mieście funkcjonowała poczta ze stacją telegraficzną, kasa oszczędnościowo-pożyczkowa, straż pożarna, stacja szupasowa, żandarmi, Kółko Rolnicze miało 80 członków.

Służbę zdrowia stanowili lekarze: Leopold Barb, Józef Orzechowski, Kazimierz Zaleski, Bolesław Madeyski oraz akuszerka Beila Szuster. 

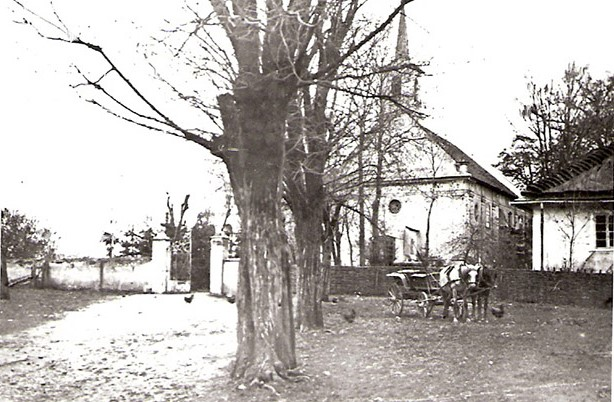
kościół p.w. Świętej Trójcy widoczny od strony rynku (1905)

W 1886 produkowano w Mariampolu ok. 300 galarów do transportu towarów w dół rzeki - najwięcej w powiecie stanisławowskim, w okolicy bardzo dobrze udaje się uprawa tytoniu oraz hodowla bydła rogatego z powodu "tłustych" pastwisk.  

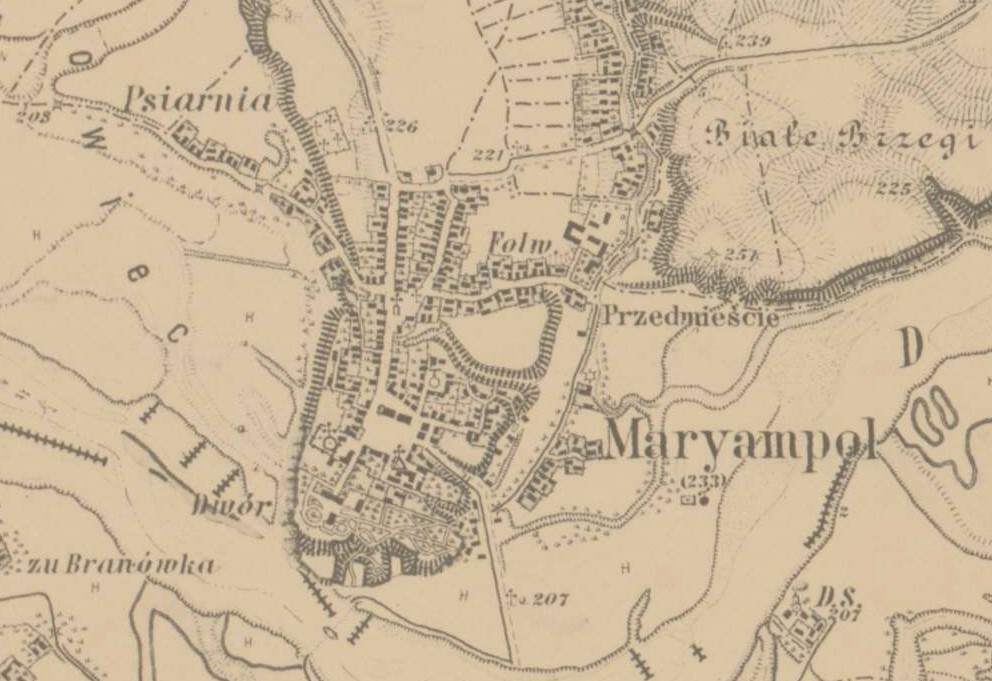
Maryampol z przyległościami w okresie rozkwitu

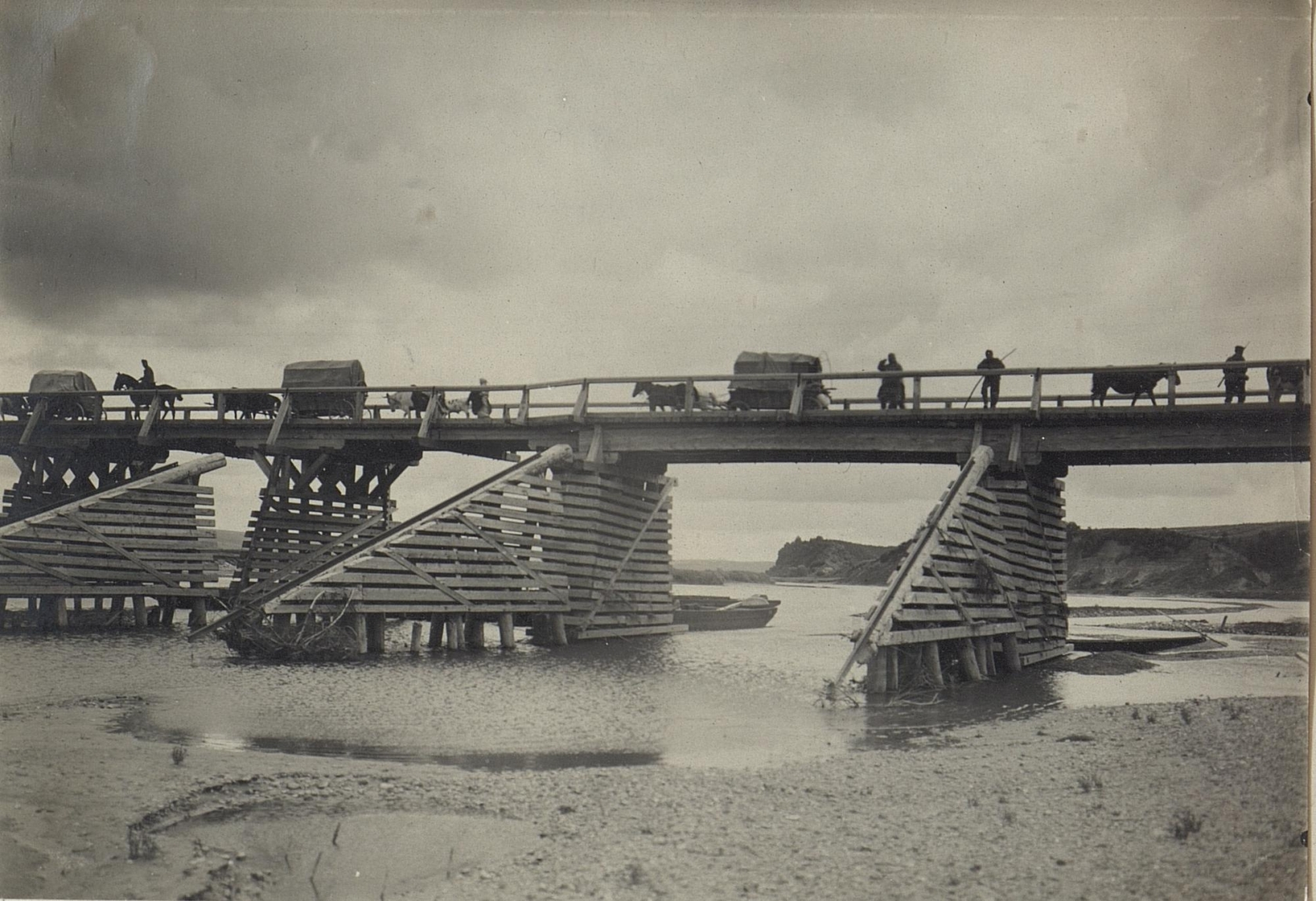
most przez Dniestr na wschód od Mariampola (1914)

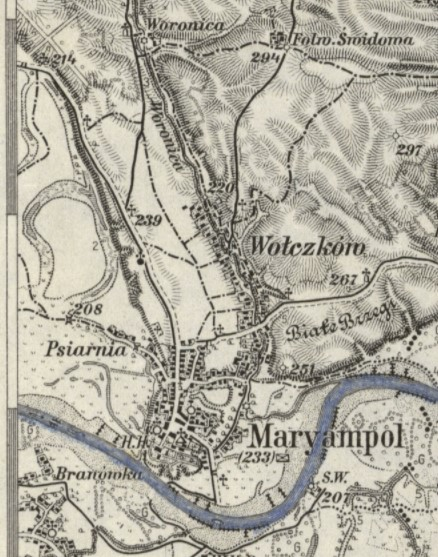
Dobra mariampolskie 1914

Maryampol w okresie rozkwitu składał się z wielu części: Mariampol Miasto (w granicach dawnej fortyfikacji), Pierwsze Przedmieście, Drugie Przedmieście, Dwór (str. pd.-zach.), Psiarnia (str. pn.-zach.: kilkanaście domów hodowli psów na polowania), folwark "Słoboda" (str. pn.-wsch. zasiedlona przez zwolnionych od pańszczyzny Kozaków dworskich), Dolina, Za Wałami, Za Murem, Białe Brzegi (str. wsch.) folwark Oswaldówka (część najbardziej wysunięta na wschód, późniejsza część wsi Dołhe), przylegająca od pn. wieś Wołczków oraz na dwie jej części  przysiołek Woronica z karczmą i młynem (na pn. od Wołczkowa) oraz folwark Świdowa (na pn.-wsch. od Wołczkowa).   
Rządcą dóbr Maryampol w 1888 był Hilary Uniatycki.  
W 1890 Mariampol miał ponad 4tys. mieszkańców trzech wyznań: rzymskokatolickiego, greckokatolickiego i judajskiego. Większość rzymskokatolickich mieszkańców Mariampola była albo następcami miejscowej szlachty, albo potomkami polskich kolonistów mazurskich z dawnego miasta Wołczków. Do czasu I wojny światowej, trzy wspólnoty żyły w pokoju, jednakże światowe kataklizmy XX wieku silnie dotknęły miasto. 
Kolejny spadkobierca majątku Oswald Potocki, po ukończeniu Uniwersytetu Jagiellońskiego opuścił Małopolskę Wschodnią sprzedając część dóbr mariampolskich: Mariampol, Wołczków i Oswaldówkę w 1895. Dobra nabył Franciszek Torosiewicz dla swej córki Marii Torosiewicz, która poślubiła w 1898 Mariana Błażowskiego. Maria z Torosiewiczów Błażowska jeszcze w 1913 była właścicielką tych dóbr. W początkach XX w. Błażowscy sprzedali dobra mariampolskie, które ostatecznie zostały rozparcelowane (uwłaszczenie).   
W 1908 podjęto starania o budowę: mostu na Dniestrze w Dołhe (powiat Tłumacz) między miasteczkiem Maryampol a Uście Zielone oraz kolei lokalnej normalnotorowej z Podhajec na Zawałów, Horodenkę, Uście Zielone, Maryampol do stacyi Dubowce na szlaku Stanisławów-Lwów. 
Istniejące w 1910  obszary dworskie (Marjampol Miasto, Marjampol Wieś oraz Wołczków)  zostały włączone do odnośnych gmin. 
Podczas I wojny światowej ze względu na swoją lokalizację Mariampol był areną wielu walk. 2 września 1914 miasto zostało zajęte przez rosyjską armię. Od 27 lutego do 4 marca 1914 w mieście trwały ciężkie walki. Część ludności ewakuowano, jednak wielu mieszkańców zginęło. Budynki  zostały splądrowane i podpalone, ludność w znacznym stopniu wymordowana, poddana torturom i gwałtom. Ogromny pożar zniszczył również pałac. W sierpniu 1914 zbudowano most wojskowy. Armia Rosyjska nie była w stanie utrzymać miasta w obliczu ostrych austriackich kontrataków, a miasto zostało poważnie zniszczone przez austriacki atak 2 lipca 1915 Armia rosyjska wróciła po raz drugi w czerwcu 1916. 
W czasie wojny polsko-ukraińskiej 1918-1919 kościół w Mariampolu został obrabowany, podobnie jak 45 pozostałych świątyń archidiecezji lwowskiej obrządku łacińskiego.
Od 3 marca do 15 września 1920 r. miasto i lewy brzeg rzeki Dniestru były kontrolowane przez 1 Armię Kawalerii Siemiona Budionnego. Na mocy Traktatu ryskiego Mariampol powrócił we władanie polskie.

### II Rzeczpospolita
Mariampol w tym okresie był siedzibą gminy Mariampol Miasto w powiecie stanisławowskim, w województwie stanisławowskim.
W 1919 rozpoczął się proces parcelacji majątków ziemskich, w 1927 powołany został okręgowy urząd ziemski w Stanisławowie dla obszaru województwa stanisławowskiego.

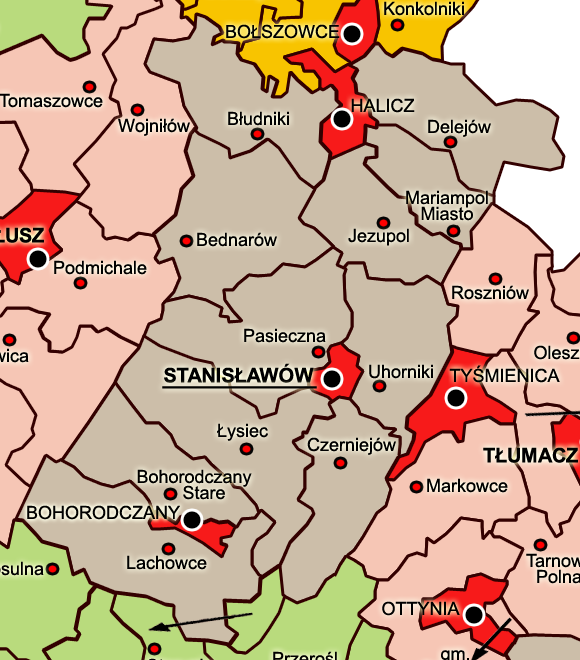
gmina Mariampol Miasto w Powiecie Stanisławowskim

Jedną z najważniejszych postaci okresu międzywojennego był rzymskokatolicki ksiądz kanonik Marcin Bosak (1889-1941). Parafię mariampolską (dekanat konkolnicki, palatynat tarnopolski i stanisławowski) prowadził we współpracy z Marianem Opalińskim oraz Łukaszem Szmigielskim. Przybył do miasta w 1920 i od razu zainteresował się kulturowym rozwojem polskiej społeczności. Nie tylko poprawił ich życie duchowe, ale także ich status ekonomiczny. Z jego inicjatywy powstała fabryka gontów, centrum kulturalne miasta, szkoła, nowe kanały ściekowe, chodniki oraz nowy kościół rzymskokatolicki. Ponadto zorganizował kilka polskich organizacji.  Odznaczony za swoją działalność srebrnym krzyżem zasługi.
Od 1922 r. funkcjonowała w Mariampolu stacja meteorologiczna.  

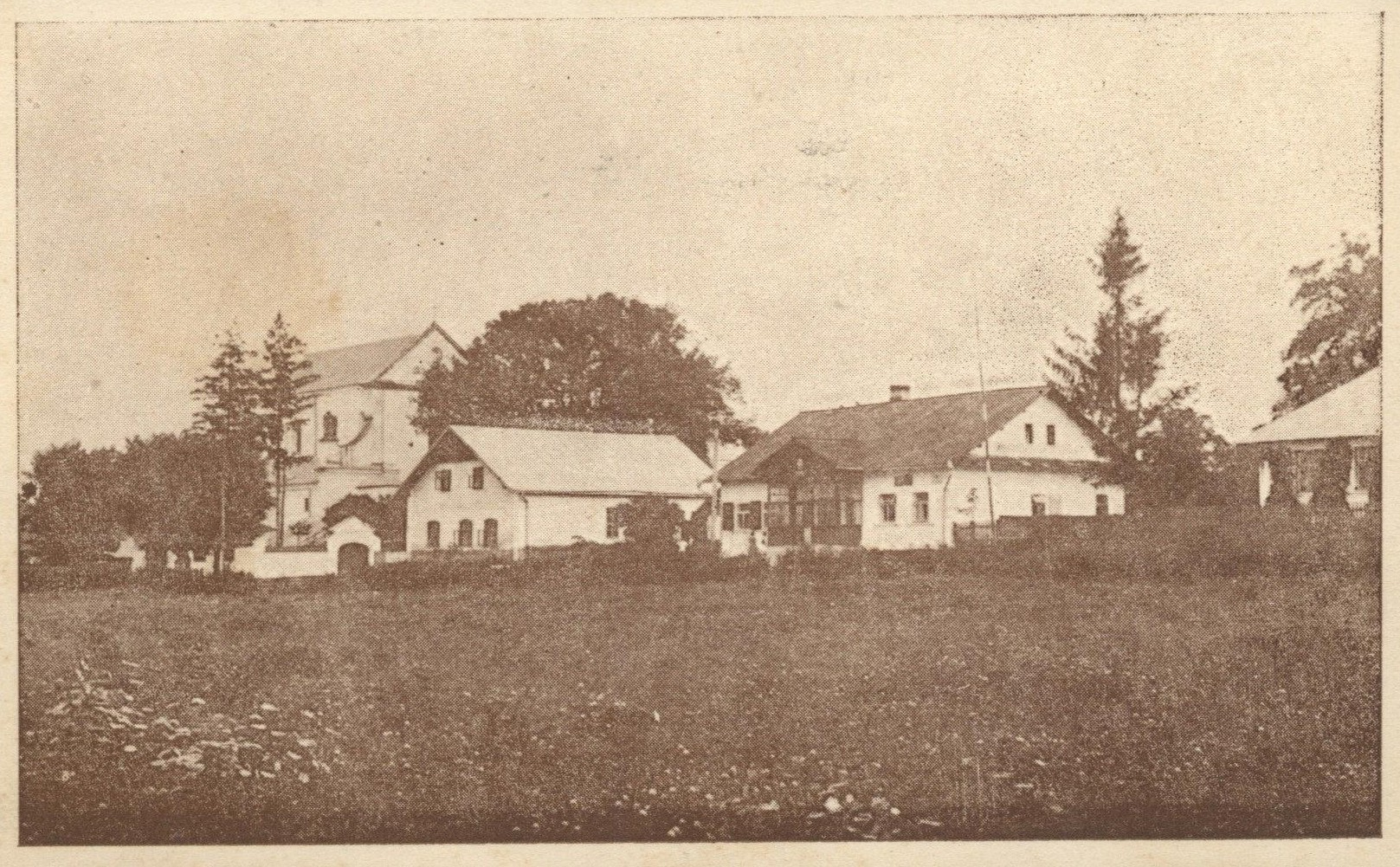
klasztor i kościół kościół p.w. św. Antoniego Padewskiego widoczny od strony rynku (1930)

W 1926 Rusini po patronatem ks. Wasyla Motiuka wybudowali cerkiew pod wezwaniem Podwyższenia Krzyża Pańskiego (Воздвиження Чесного Хреста) po lewej stronie kościoła kapucyńskiego, a w 1927  otwarto ukraiński salon czytelniczy Proswita, który mieścił stowarzyszenie Milkmenów (Molocarska spilka), sklep „Gospodarz Wiejski” (Silskiy hospodar), szkołę rolniczą (Chełborobska byshkil), Spółdzielnię Samopomocy (Wlasna pomic), organizację Sokół i inne liczne organizacje, takie jak biblioteka i miejsce opieki nad dziećmi (prowadzone przez siostry ojca Wasyla Motiuka: Stephanię i Olhę).

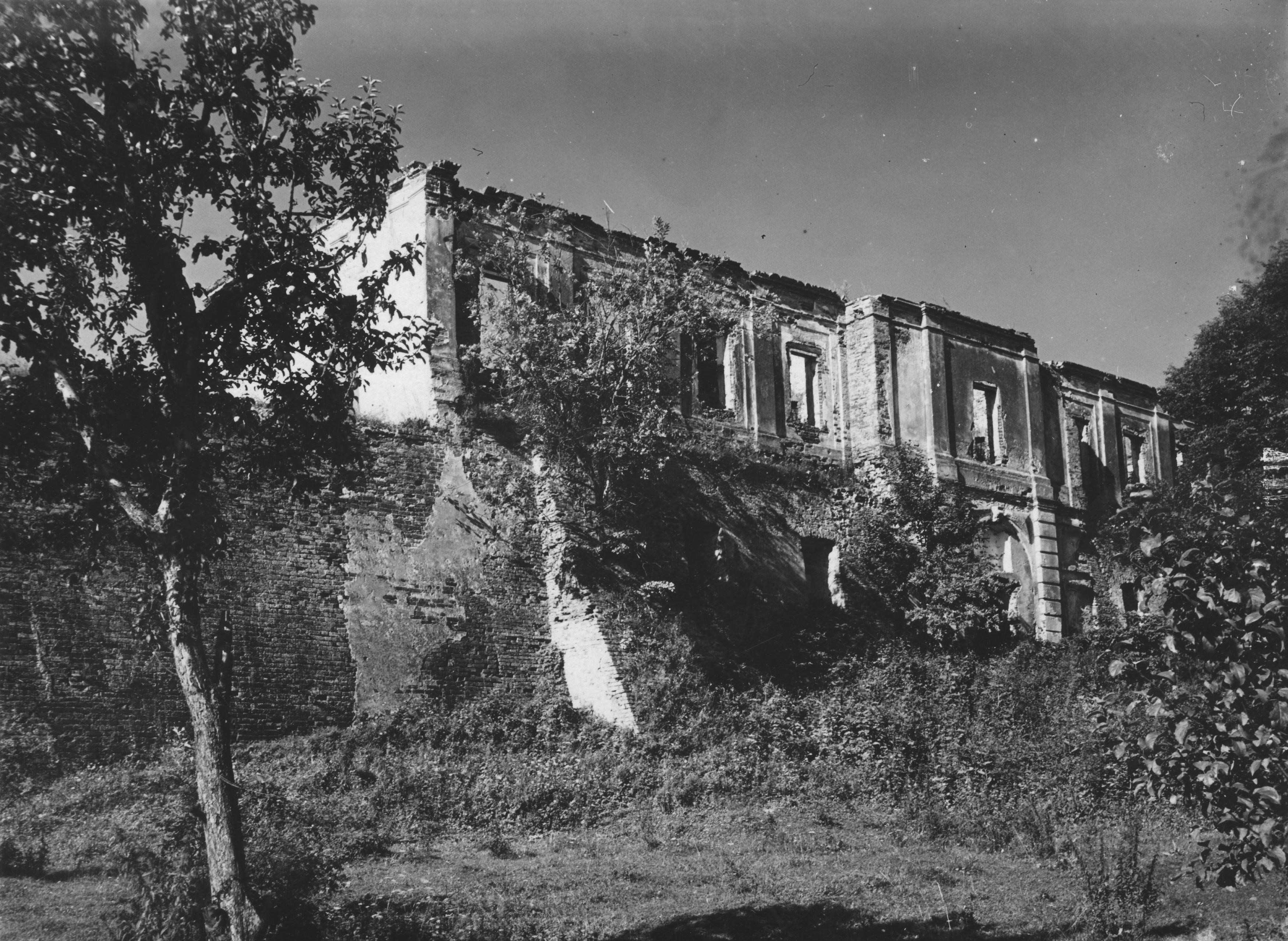
fragment ruin pałacu Jabłonowskich (1926)

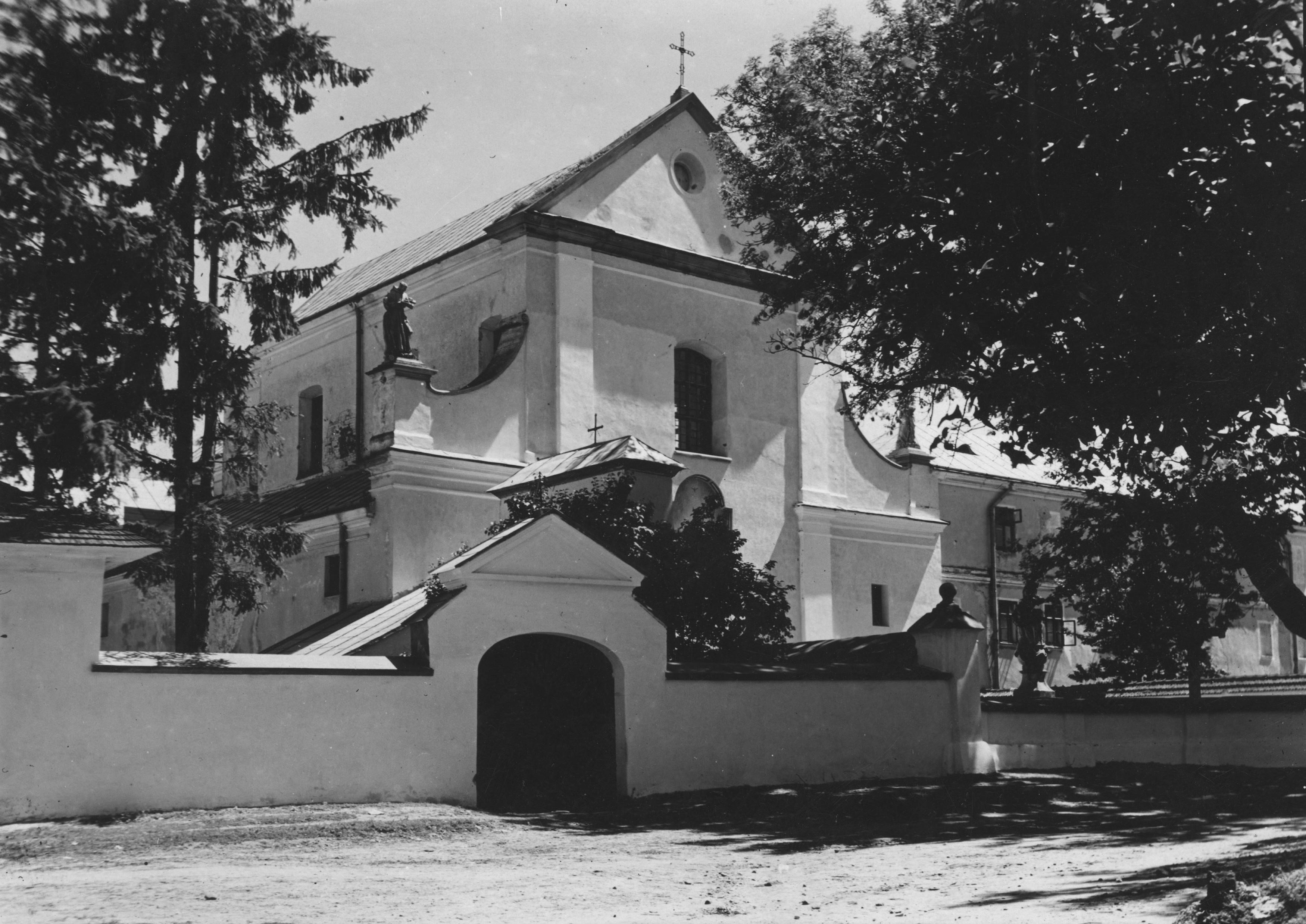
Kościół p.w. św. Antoniego Padewskiego i klasztor kapucynów, później szarytek (1926)

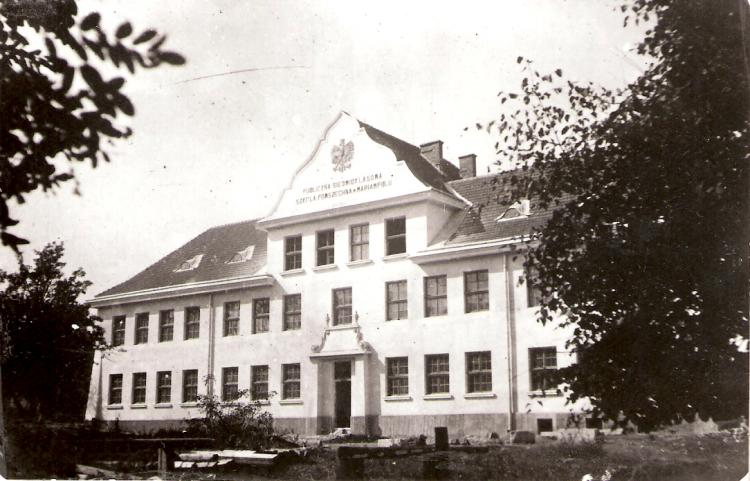
szkoła powszechna (1930)

Zakład SS. Miłosierdzia w Marjampolu prowadził opiekę opiekę zamkniętą: wychowanie dziewcząt, szkoła powszechna, nauka szycia oraz gospodarstwa domowego dla 45 dziewcząt w 1927. 
W 1928 r. działalność rozpoczęło Towarzystwo dla handlu i przemysłu w Marjampolu oparte głównie na społeczności narodowości żydowskiej. 
Wg Podziału Administracyjnego Województwa Stanisławowskiego z dnia 1 października 1929 Powiat Stanisławów składał się z 73 gmin, w tym: gmina Marjampol Miasto, Mariampol Wieś oraz Wołczków.
W okresie 1929–1939 funkcjonował Sklep Kółka Rolniczego stowarzyszenie spółdzielcze w Marjampolu. Kuratorjum Okręgu Szkolnego Lwowskiego organizowało w latach 1929/1931 kursy połączone z wycieczka do spółdzielni mleczarskiej w Marjampolu. 
W 1930 r., w miejscu dawnego kościoła św. Mikołaja został zbudowany i poświęcony nowy greckokatolicki kościół Podwyższenia Krzyża Świętego, a dotychczas wspólny dla obu wyznań przyklasztorny kościół p.w. św. Antoniego Padewskiego został w 1926 r. zamknięty dla grekokatolików.
Na podstawie ustawy scaleniowej z 1933, od 14 lipca 1934 w skład gminy Marjampol Miasto weszły dotychczasowe gminy wiejskie: Dubowce, Łany, Marjampol Miasto, Marjampol Wieś, Wodniki i Wołczków.

Od 1 kwietnia 1936 Marjampol przestał być określany jako miasto, w skład Gminy Marjampol weszły gromady (wcześniejsze gminy): Dubowce, Łany, Marjampol Miasto, Marjampol Wieś, Wodniki i Wołczków.

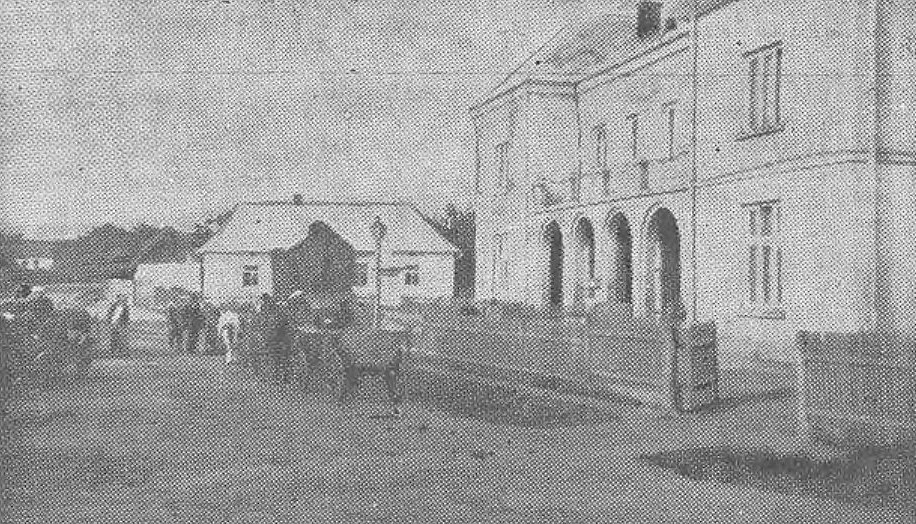
Dom Ludowy (1937)

W tym samym okresie Stanisławowski Wydział Powiatowy zorganizował koło sadownicze i założył w Mariampolu sad handlowy oraz trzy winnice na stromym zboczu brzegu Dniestru.
W 1937 Okręg Towarzystwa SL powołał do życia dwa nowe zarządy powiatowe i zajął się sprawami parcelacyjnymi i oddłużeniem Mariampola i Wołczkowa.
W 1938 kościół Trójcy Świętej przy rynku uległ częściowemu spaleniu, a w 1939  ponownie spłonął dach, część sufitu i elementy zakrystii z wyposażeniem. Akcja ratunkowa spowodowała szkody w kościele uniemożliwiające odprawianie nabożeństw. Prowizoryczną kaplicę urządzono w jednym z pomieszczeń zamku, ponieważ przed 1922 zakupiono górę zamkową w celu budowy nowej świątyni, której projekt powierzono Zygmuntowi Harlandowi. Pierwszy projekt nie został przyjęty, dopiero w maju 1930 zatwierdzono projekt arch. Ludomiła Gyurkovicha. Budowę kościoła prowadzi Komitet z wojewodą Stanisławem Pasławskim i generałem Kazimierzem Łukoskim na czele i pod kierownictwem starosty Jerzego Muszyńskiego, przewodniczącego Komitetu Wykonawczego. Budowę rozpoczęto w 1935 (kamień węgielny poświęcił 4 czerwca biskup Eugeniusz Baziak), a w sierpniu 1939 prezbiterium nowego kościoła nakryto dachem i zbudowano nową plebanię. Powstał przy pomocy Towarzystwa Rozwoju Ziem Wschodnich, dzięki któremu zgromadzić około 50 tysięcy złotych na dokończenie inwestycji. Budynek nowego kościoła był wykorzystywany przez władze sowieckie co najmniej do 1948, w latach 60-tych został zdemontowany.

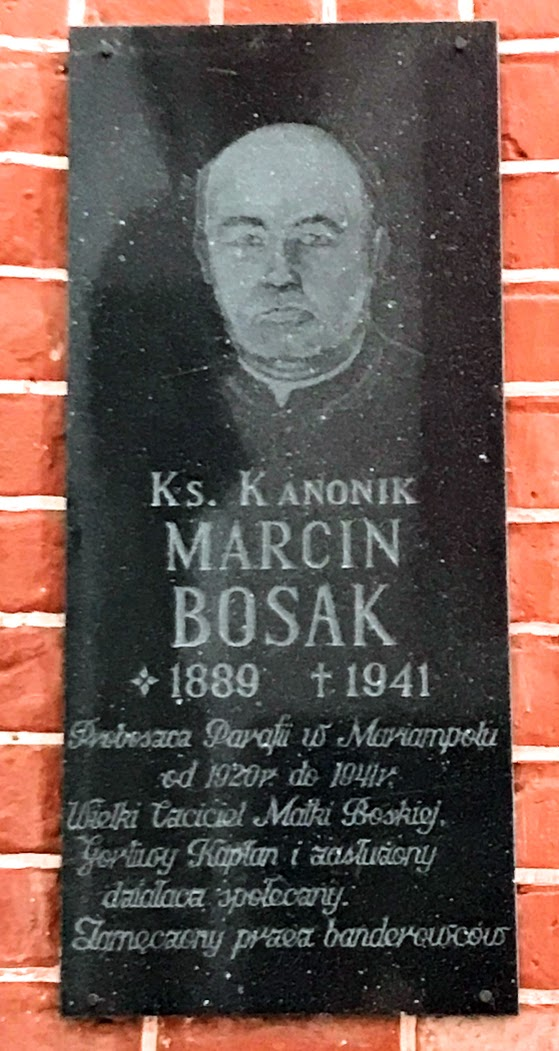
ks. Marcin Bosak – tablica pamiątkowa w Kościele Najświętszej Marii Panny na Piasku we Wrocławiu

Podział Administracyjny Województwa Stanisławowskiego wg stanu z dnia 1 kwietnia 1939 ustanowił Mariampol jako gminę wiejską z gromadami: Dubowce, Łany, Mariampol Miasto, Mariampol Wieś, Wodniki i Wołczków.

W latach okupacji niemieckiej wszyscy Żydzi z Mariampola zostali wysłani do getta, a później zamordowani w nieznanym miejscu. Cmentarz żydowski, którego najstarszy pochówek pochodzi z 1730 roku, został zbezczeszczony i całkowicie zrujnowany przez nazistów; którzy nakazali wyłożyć chodniki barokowymi nagrobkami. W tym samym czasie na podstawie donosów ukraińskich Gestapo aresztowało i zamordowało 14 Polaków. Równocześnie w Mariampolu miały miejsce zbrodnie nacjonalistów ukraińskich na polskiej ludności cywilnej. Między innymi, w 1941 Ukraińska Policja Pomocnicza aresztowała, a następnie zamordowała 5 Polaków, w tym ks. Marcina Bosaka.

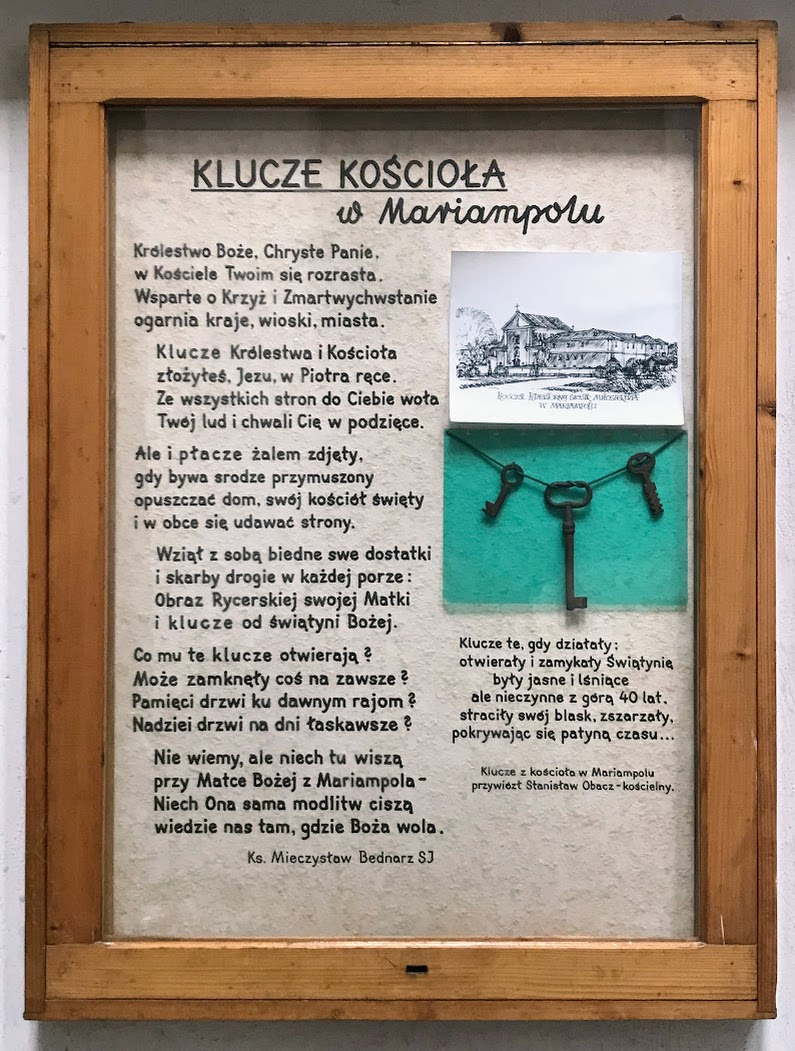
klucze kościoła w Mariampolu

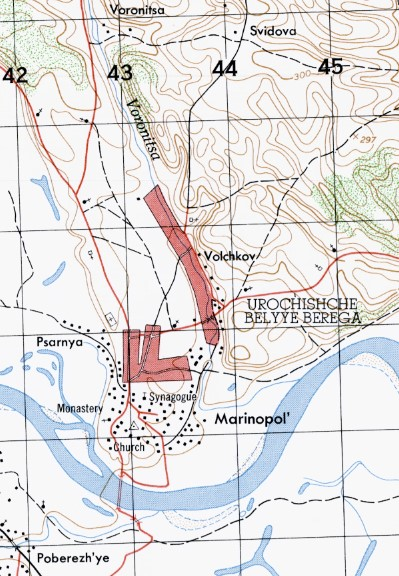
Mariampol i Wołczków (1959)

W nocy z 29 na 30 marca 1944 r. rozpoczęły się mordy nacjonalistów ukraińskich w sąsiedniej miejscowości Wołczków. Zostało zamordowanych min. 74 osób, w tym starcy, kobiety i dzieci. Natomiast 30 i 31 marca 1944 Polacy, którzy ocaleli ze zbrodni w Wołczkowie, przenieśli się w większości do graniczącego z Wołczkowem Mariampola. 31 marca rozeszła się pogłoska, że UPA planuje rzeź Polaków w Mariampolu. Miejscowi Ukraińcy wynieśli się z dobytkiem do okolicznych wsi. Atak jednak nie nastąpił. Nad ranem 1 kwietnia 1944 r. do miasteczka wkroczył oddział partyzantki sowieckiej i tym tłumaczy się brak napaści UPA na Mariampol. 3 sierpnia armia sowiecka zajęła Mariampol kierując się w stronę Warszawy. 

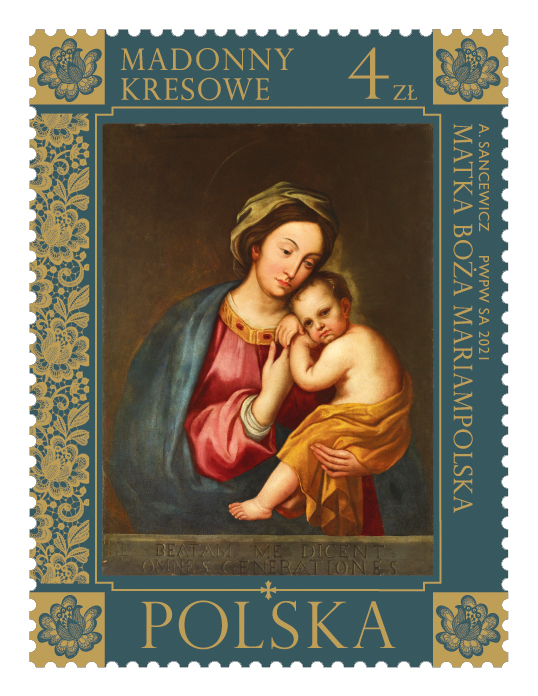
Obraz Matki Bożej z Mariampola na znaczku pocztowym 2021

9 września 1944 podpisane zostały układy republikańskie dotyczące ewakuacji obywateli polskich z terytorium U.S.R.R. i ludności ukraińskiej z terytorium Polski, pomimo tego w dniu 27 grudnia 1944, już po zajęciu terenów powiatu stanisławowskiego, śmierć z powodu dążeń nacjonalistycznych Ukraińców poniosło 13 kolejnych mieszkańców. Łącznie w latach 1941–1945 członkowie OUN-UPA zamordowali w Mariampolu Mieście, Mariampolu Wsi i Wołczkowie prawie 200 Polaków, grabiąc i paląc polskie gospodarstwa. Po powrocie wojsk radzieckich na wzgórzu zamkowym stacjonował garnizon NKWD. Agenci nowego rządu radzieckiego stworzyli polską organizację, którą nakłonili do udziału w spaleniu sąsiedniej ukraińskiej miejscowości Tumirz, gdzie stacjonował oddział UPA. W akcie zemsty nacjonaliści ukraińscy spalili Wołczków będący miejscem stacjonowania pododdziału Armii Krajowej.

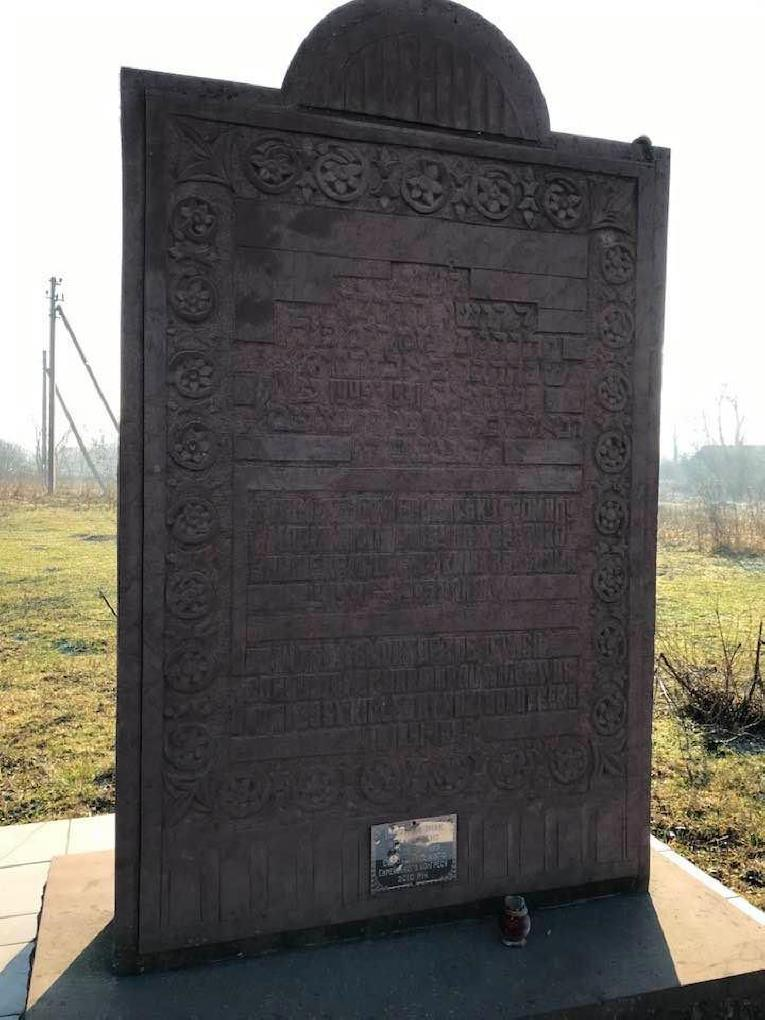
Pomnik Gminy Żydowskiej wzniesiony w 2010 na miejscu cmentarza żydowskiego (fot. 2023)

W czerwcu 1945 r. zebrano i poinformowano ludność, że Polacy będą przymusowo wyjeżdżać na zachód. Warunkiem pozostania było przyjęcie obywatelstwa sowieckiego, co nie zostało zaakceptowane. W sierpniu 1945 r. rozpoczęła się depotracja ludności ze stacji kolejowej w Stanisławowie. Większość parafian z ostatnim proboszczem ks. Mikołajem Witkowskim opuściła Mariampol pod koniec sierpnia 1945 r. Przewóz odbywał się wagonami towarowymi (typu węglarka) bez zadaszenia – po kilka rodzin w jednym wagonie razem z dobytkiem. Ze Stanisławowa przez Przemyśl i Kraków transport dojechał do miasta Zabrze Mikulczyce, gdzie oczekiwano kilka dni na polskie wagony rozwożące ludność w dalszych kierunkach. Na trasie przejazdu pociąg zatrzymywał się wielokrotnie (Głogów, Żary, Świebodzin), co wydłużyło transport nawet do 8 tygodni. Większość Polaków z Mariampola i Wołczkowa zamieszkała Ziemie Odzyskane: Opolszczyznę (Nysa), Dolny Śląsk (Wrocław), Lubuskie (Smolno Wielkie), Pomorze Zachodnie (Warnice, Myślibórz, Mielenko Gryfińskie) oraz Wielkopolskę (Czarnków). Ludność z rejonu Sanu i Łemkowie z południowej Polski zostali przesiedleni do Mariampola i Wołczkowa. Obraz Matki Bożej z Mariampola oraz klucze do kościoła w Mariampolu, przywiezione zostały przez przesiedleńców do Głubczyc, a następnie do Kościoła Najświętszej Marii Panny na Piasku we Wrocławiu, gdzie przebywają dotychczas.

### ZSRR,Ukraińska Socjalistyczna Republika Radziecka
W okresie 1946–2004 Mariampol był gminą wiejską o nazwie Маринопіль (Marynopil), począwszy od czasów radzieckich do 5 lutego 2004 miejscowość nosiła nazwę Marynopil. W granice Mariampola weszły dawniej samodzielne gminy Mariampol Wieś i Wołczków.
We wrześniu 1949 r., w lesie Dibrowa koło Mariampola, jeden z przywódców UPA został zabity przez sowieckich agentów. Natomiast rodziny członków UPA zostały zesłane na Syberię.
W 1986 r. do Mariampola została włączona wieś Wołczków (Вовчків).

### Ukraina
Od 1990 r., po upadku reżimu komunistycznego wznowiono stosunki między polskimi i ukraińskimi mieszkańcami Mariampola. Każdego roku odbywają się oficjalne wizyty Polaków w Mariampolu i Ukraińców zamieszkujących Mariampol we Wrocławiu. W 2001 r. społeczności przed- i powojennych mieszkańców Mariampola otrzymały od papieża Jana Pawła II statuetkę pojednania.
W 2006 r. w Mariampolu ustawiono pomnik polsko-ukraińskiego pojednania. Zbudowali go wspólnie Polacy i Ukraińcy, dawni i obecni mieszkańcy tego miasteczka. Za wzorzec dla pomnika posłużyła mała statuetka, wręczona przedstawicielom społeczności miasta przez papieża Jana Pawła II. Na jej podstawie widać napis w języku polskim i ukraińskim „Mariampolanom na pamiątkę pojednania od Ojca Świętego Jana Pawła II 2001”. Natomiast w przedwojennym budynku szkoły znajduje się obecnie Izba Pamięci m.in. z listami żołnierzy Armii Andersa.

Budynek dawnej "Proswity" obok cerkwi greckokatolickiej wykorzystywany jest jako Mariampolskie Muzeum Krajoznawcze.

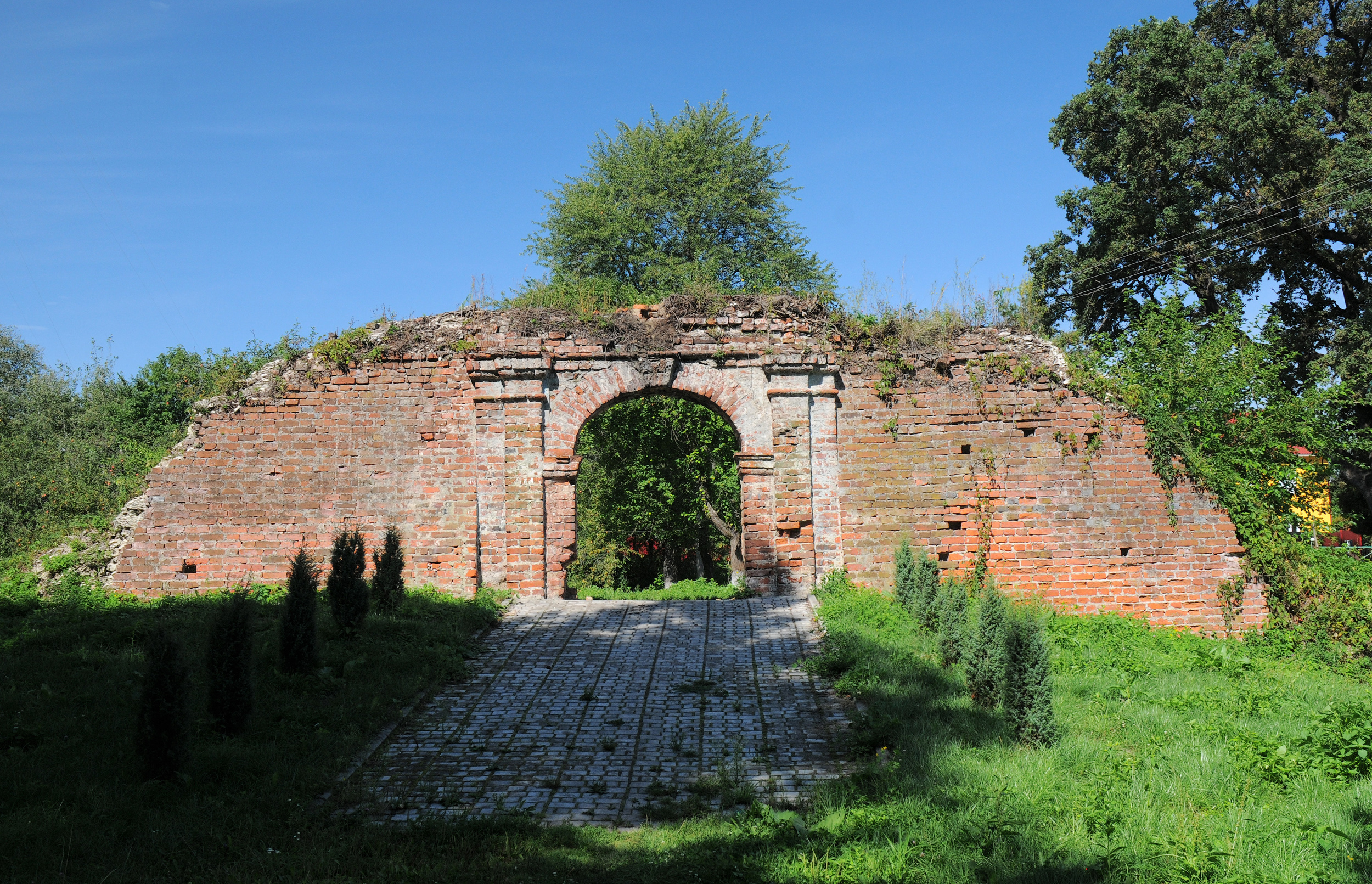
Ruiny wschodniej bramy do parku przy zamku w Mariampolu

## Zabytki
- zamek w Mariampolu wybudowany przez Stanisława Jana Jabłonowskiego; rozebrany po wojnach napoleońskich
- pałac w Mariampolu (palazzo in fortezza) wzniesiony latach dwudziestych XIX w.
- Zamek w Wołczkowie (obecnie w granicach Mariampola)
- obraz Matki Bożej z Mariampola – kopia (oryginał w kościele Najświętszej Marii Panny na Piasku we Wrocławiu)
- dawny klasztor kapucynów z XVIII wieku (po II wojnie światowej, był używany jako ośrodek dla dzieci, ośrodek medyczny, a obecnie używany jako więzienie)
- Kościół Podwyższenia Krzyża Świętego z 1930 r. używany przez ukraińskich grekokatolików oraz kijowskich członków patriarchatu.

## Demografia
Według kolejnych powszechnych spisów ludności przeprowadzonych w czasach monarchii austro-węgierskiej ludność liczyła:
- w 1776
- w 1780
- w 1807
- w 1827
- w 1835 – 1632[80],
- w 1854 – 1858[81],
- w 1870 – 2082[82] w Maryampol z przyległościami (w tym 1332 w Maryampol Miasto w 218 domach),

- w 1880 – 3284[83]: 1320 w Marjampol Miasto i 1034 w Marjampol przedmieście oraz 930 wieś Wołczków,

- w 1890 – 4135[84]: 2020 wyzn. rzymskokatolickiego, 1265 wyzn. greckokatolickiego i 850 wyzn. judaistycznego,

- w 1900 – 2289[85]: 1271 w Marjampol Miasto (204 domów) i 1018 Maryampol Wieś (192 domy),
- w 1910 – 2431[86]: 1332 w Marjampol Miasto i 1099 w Marjampol przedmieście (własność Maria Błażowska)

Według Spisu Powszechnego przeprowadzonego na terenie Rzeczypospolitej Polskiej zamieszkiwało:
- w 1921 roku – 1827[87]: 940 w Marjampol Miasto – 608 narodowości polskiej, 216 narodowości rusińskiej i 116 narodowości żydowskiej (415 wyznania rzymskokatolickiego, 284 greckokatolickiego, 241 mojżeszowego) oraz 887 w Marjampol Wieś – 693 narodowości polskiej, 180 narodowości rusińskiej i 14 narodowości żydowskiej (606 wyznania rzymskokatolickiego, 266 greckokatolickiego, 15 mojżeszowego),
- 1931 roku – 1946[88] w 413 domach mieszkalnych: 1002 w Marjampol Miasto (206 domów) oraz 942 w Marjampol Wieś (207 domów).

Według spisu niemieckiego w czasie II wojny światowej, w 1943 roku liczba ludności wynosiła 1543: 626 w Mariampol Miasto oraz 917 w Mariampol Wieś.
W 2001 roku Mariampol liczył łącznie 1517 mieszkańców, w tym: 1015 Mariampol i 502 Wodniki.

## Urodzeni w Mariampolu
- Józef Nycz żołnierz (1880-1914) zaginął w niewoli rosyjskiej[91]
- Jan Prokopów żołnierz (1893-1916) zaginął na wojnie[92]
- Rubin Nemeth żołnierz (1894-1916) poległ pod Gorycją[93]
- Piotr Tomczak żołnierz 15 kompanii galicyjskiego pólku piechoty Arcyksięcia Szczepana Nr.58[94]
- Antoni Barta - kierownik szkoły powszechnej w Mariampolu[95], przewodniczący miejscowego Koła Ligi Obrony Powietrznej i Przeciwgazowej[96], przewodniczący Oddziału OZN w Mariampolu[97] odznaczony w 1938 Srebrnym Krzyżem Zasługi[98]
- Bronisław Jarosławski – ostatni polski wójt gminy Mariampol[99]
- Konrad Wilczyński (ur. 1845)[100]
- Leon Babij (1887-1941) - nauczyciel zamordowany w 1941 w Czarnym Lesie koło Stanisławowa[101]
- Franciszek Barta (1890-1941 - nauczyciel zamordowany w 1941 w Czarnym Lesie koło m. Uhrynów[102]
- Jan Kostański przysięgły sądowy[103]
- Michał Tomczak (1891-1914)[104]
- Feliks Wójcik -  działacz SL[105][106]
- ks. płk. Franciszek Tomczak (1894 - 1975)[107]
- ks. Józef Obacz SJ (1911 - 1985)[108][109]
- Julian Piotrowski (1920-2008)[110]
- Marian Eugeniusz Tarnawski (1923-1968) – generał brygady Wojska Polskiego.
- ks. Władysław Obacz (1935 - 2014)[111]
- Józef Obacz (1936 - 2015)
- Andrzej Wójcik - wójt gminy Mariampol[112], wiceprezes miejscowego Koła LOPP[96], członek Stowarzyszenia Weteranów b. Armii Polskiej we Francji[113], plantator konopi południowych[114], członek Zarządu Związku Energetycznego Okręgu Stanisławowskiego[115], kandydat na posła z okręgu nr 66[116]
- Edward Wójcik odznaczony w 1938 Brązowym Krzyżem Zasługi[98]